# Symphonie no 5 de Nielsen
Pour les articles homonymes, voir Symphonie no 5.
La Symphonie op. 50 est la cinquième des 6 symphonies, écrite par Carl Nielsen entre 1920 et 1922 (soit près de six ans après sa quatrième symphonie).
Sa genèse remonte à octobre 1920 et son premier mouvement est achevé en mars 1921. Il ne reprend son écriture qu'en septembre pour la terminer le 15 janvier 1922, soit quelques jours à peine avant sa création, ce dont il avait l'habitude. L'édition finale comporte des annotations de son gendre, avalisés par la suite par le musicien.
La première a donc lieu le 24 janvier 1922 à Copenhague sous la direction du musicien..
Sa forme est très particulière puisqu'elle ne comporte seulement que deux mouvements de taille à peu près égale. Cette structure binaire permet, d'après Nielsen, une écriture plus dense, même si sa longueur totale équivaut à celles de ses autres symphonies. Elle partage la caractéristique avec sa première symphonie de n'avoir pas de titre. Son style évolue vers un emploi plus important de dissonances, avec une utilisation large des percussions, surtout dans le premier mouvement.
Son exécution demande environ un peu plus d'une demi-heure.
- Tempo giusto - Adagio non troppo
- Allegro - Presto - Andante un poco tranquillo - Allegro